# Casanova (film fra 1990)
 For alternative betydninger, se Casanova (flertydig). (Se også artikler, som begynder med Casanova)
Casanova er en dansk film fra 1990.
- Manuskript Morten Lorentzen og Bjarne Reuter efter en roman af sidstnævnte med samme navn.
- Instruktion Morten Lorentzen.

Blandt de medvirkende kan nævnes:
- Mek Pek
- Allan Olsen
- Trine Dyrholm
- Erik Paaske
- Paul Hagen
- Poul Bundgaard
- Jesper Klein
- Jørgen Kiil
- Arne Siemsen
- Peter Hesse Overgaard
- Peter Frödin
- Povl Erik Carstensen
- Gyrd Løfqvist
- Kirsten Rolffes
- Else Petersen
- Lene Maimu
- Niels Anders Thorn
- Per Holst
- Margrethe Koytu
- Benny Poulsen